# Oluf Aarestrup
Oluf Aarestrup (2. december 1871 – 16. april 1942) var en dansk søofficer og direktør.
Oluf Aarestrup var søn af overlæge, titulær professor Andreas Theodor Aarestrup og hustru Marie Frederikke Francisca (kaldet Fanny), som var datter af lægen Oluf Lundt Bang (Herman Bangs farfader).

## Militær karriere
Aarestrup blev kadet i 1889, sekondløjtnant i marinen 1893, premierløjtnant 1898, kaptajn 1900, udenfor nummer 1912. 1914-15 var han souschef ved Flådens Overkommando. 24. november 1918 tog han sin afsked fra Søværnet.
Aarestrup arbejdede fra 1902 og frem for indførelsen af undervandsbåde i det danske forsvar, og 1909-10 var han chef for den første danske undervandsbåd, Dykkeren.

## Civil karriere
1912-1914 var Aarestrup direktør i et amerikansk undervandsbådsfirma, Electric Boat Co., i Paris. 1915 blev han bestyrer af Dansk Kulbureau og medlem af bestyrelsen af Transatlantisk Kompagni. 1918 blev han administrerende direktør i Transatlantisk Kompagni.

## Dekorationer
Ridder af den preussiske Røde Ørns Orden 1901, Ridder af Dannebrog 1909. Dannebrogsmændenes Hæderstegn 2. april 1926. 

## Privat
Oluf Aarestrup giftede sig 7. april 1898 med Ellen Severin født Neergaard, der var søster til Oluf Aarestrups svoger. Parret adopterede Ellens datter, Alice. Ægteskabet opløstes 1910.
7. maj 1910 giftede kaptajn Aarestrup sig med Eleonore Stempfle. Året efter fik parret en datter, Marie Eleonore.
Oluf Aarestrup er begravet på Garnisons Kirkegård.